# 커플팰리스
《커플팰리스》는 Mnet 에서 방송 중 인 리얼리티 연애 프로그램이다.

## 기획 의도
인생에서 가장 중요한 내 인연을 찾기 위해 커플 메이킹 플레이스 '커플팰리스' 입소를 향한 싱글 남녀 100인의 대규모 웨딩 프로젝트

## 진행자

### 대표 매니저
김종국
유세윤
이미주

## 출연자

### 커플 매니저
| 시즌 1         | 시즌 2 |  |
| -------------- | ------ |  |
| 정수미, 미란다 |        |  |
| 성지인         | 강바다 |  |